# Bisdom Votuporanga
Het bisdom Votuporanga (Latijn: Dioecesis Votuporangensis) is een rooms-katholiek bisdom met als zetel Votuporanga, in Brazilië. Het bisdom is suffragaan aan het aartsbisdom Ribeirão Preto.

## Geschiedenis
Het bisdom werd opgericht op 20 juli 2016, uit delen van de bisdommen Jales en São José do Rio Preto. 

## Parochies
Het bisdom had in 2020 een oppervlakte van 7.695 km2 en telde 259.300 inwoners waarvan 63,8% rooms-katholiek was.

## Bisschoppen
- Moacir Aparecido de Freitas (20 juli 2016 - heden)

Ribeirão Preto (aartsbisdom) · Barretos · Catanduva · Franca · Jaboticabal · Jales · São João da Boa Vista · São José do Rio Preto · Votuporanga